# عبد الله بن علي المؤيد
الإمام المتوكل على الله عبد الله علي المؤيد (مواليد 935هـ الموافق 1528م)؛ إمام اليمن، نشأ في صعدة، وفر منها لما استولى سنان باشا التركي على المنطقة، حكم في عام 994 هـ الموافق 1586.

## مؤلفاته
- تعليق على تلخيص المفتاح
- مصباح الرايض على مفتاح الفرائض
- روضة الجنان في إعجاز القرآن

| سبقه الإمام يحيى شرف الدين | أئمة اليمن | تبعه الإمام الناصر الحسن بن علي |